# Cantón de Les Cabannes
El cantón de Les Cabannes era una división administrativa francesa, que estaba situada en el departamento de Ariège y la región de Mediodía-Pirineos.

## Composición
El cantón estaba formado por veinticinco comunas:
- Albiès
- Appy
- Aston
- Aulos
- Axiat
- Bestiac
- Bouan
- Caussou
- Caychax
- Château-Verdun
- Garanou
- Larcat
- Larnat
- Lassur
- Les Cabannes
- Lordat
- Luzenac
- Pech
- Senconac
- Sinsat
- Unac
- Urs
- Vèbre
- Verdún
- Vernaux

## Supresión del cantón de Les Cabannes
En aplicación del Decreto n.º 2014-174 de 18 de febrero de 2014, el cantón de Les Cabannes fue suprimido el 22 de marzo de 2015 y sus 25 comunas pasaron a formar parte del nuevo cantón de Alto Ariège.